# Dicranomyia (Pseudoglochina) laticincta
Dicranomyia (Pseudoglochina) laticincta is een tweevleugelige uit de familie steltmuggen (Limoniidae). De soort komt voor in het Australaziatisch gebied.